# 김우빈의 작품 목록

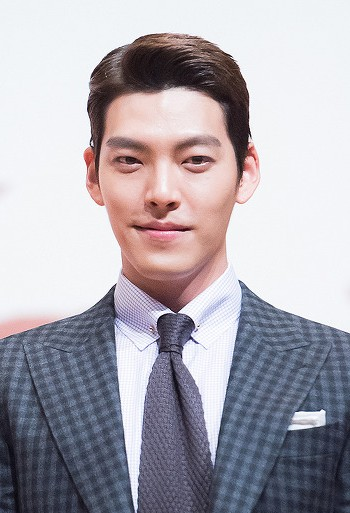
2016년 함부로 애틋하게 제작발표회에서 김우빈.

다음은 대한민국의 배우 김우빈의 작품 목록이다.

## 필모그래피

### 드라마
- 2011년 KBS2 단막극 《드라마 스페셜 2011 연작시리즈 - 화이트 크리스마스》 ... 강미르 역
- 2011년 KBS2 단막극 《드라마 스페셜 시즌 2 - 큐피드 팩토리》 ... 로이 역
- 2011년 MBN 시트콤 《뱀파이어 아이돌》 ... 까브리 라리스 역
- 2012년 SBS 주말 미니시리즈 《신사의 품격》 ... 김동협 역
- 2012년 SBS 드라마스페셜 《아름다운 그대에게》 ... 존 김 역 (9~11회 특별출연)
- 2012년 ~ 2013년 KBS2 월화 미니시리즈 《학교 2013》 ... 박흥수 역
- 2013년 SBS 드라마스페셜 《상속자들》 ... 최영도 역
- 2014년 웹 드라마 《연애세포 시즌 1》 ... 연애의 신 역 (1, 5, 10, 15회 출연)
- 2016년 KBS2 수목 미니시리즈 《함부로 애틋하게》 ... 신준영 역
- 2022년 tvN 주말 미니시리즈 《우리들의 블루스》 ... 박정준 역
- 2023년 NETFILX 오리지널 시리즈 《택배기사》 ... 5-8 역
- 2024년 NETFILX 오리지널 시리즈 《다 이루어질지니》 ... 지니 역

### 영화
- 2012년 영화 《차형사》 ... 우빈 역 (특별출연)
- 2013년 영화 《친구 2》 ... 최성훈 역
- 2014년 영화 《기술자들》 ... 이지혁 역
- 2015년 영화 《스물》 ... 차치호 역
- 2016년 영화 《마스터》 ... 박장군 역
- 2022년 영화 《외계+인 1부》 ... 가드 / 썬더 역
- 2024년 영화 《외계+인 2부》 ... 가드 / 썬더 역
- 2024년 영화 《무도실무관》 ... 이정도 역

## 모델 경력
| 연도 | 행사명                            | 디자이너명                                                                     |
| ---- | --------------------------------- | ------------------------------------------------------------------------------ |
| 2008 | 서울패션위크 '09 S/S              | 곽현주, 김서룡, 박성철, 서은길, 손성근                                         |
| 2008 | 프레타포르테 부산 09 S/S          | 서은길                                                                         |
| 2008 | 국제자연염색 심포지움 환영만찬 쇼 |                                                                                |
| 2008 | 무슈제이 런칭 쇼                  |                                                                                |
| 2009 | 서울패션위크 '09 F/W              | 강동준, 곽현주, 김서룡, 박성철, 이영준, 이주영, 이현찬                         |
| 2009 | 서울패션위크 '10 S/S              | 강동준, 김석원, 박성철, 송지오, 이주영, 이현찬, 정두영                         |
| 2009 | 신진디자이너 컬렉션               | 김태호, 황상연                                                                 |
| 2009 | 뉴웨이브 인 서울 컬렉션           | 박윤정                                                                         |
| 2009 | 강남 패션 페스티벌                | 이주영                                                                         |
| 2009 | 로에베 쇼                         |                                                                                |
| 2009 | 게스 언더웨어 런칭 쇼             |                                                                                |
| 2009 | 인천 세계의상 페스티벌 전야제     | 이상봉                                                                         |
| 2009 | ALT 쇼 인 차이나                  | 송혜명                                                                         |
| 2009 | 포르쉐 911 터보 런칭 쇼           |                                                                                |
| 2009 | 제13회 SADI 패션 크리틱 어워즈 쇼 |                                                                                |
| 2009 | 동대문 패션 페스티벌              |                                                                                |
| 2010 | 서울패션위크 '10 F/W              | 강동준, 고태용, 김서룡, 김석원, 박성철, 서은길, 송혜명, 이정재, 이주영, 최범석 |
| 2010 | 프레타포르테 부산 10 F/W          | 강동준                                                                         |
| 2010 | 서울패션위크 '11 S/S              | 강동준, 김석원, 박성철, 서은길, 송지오, 이정재, 이주영, 정두영, 정욱준, 최명욱 |
| 2010 | 프레타포르테 부산 '11 S/S         | 김서룡                                                                         |
| 2010 | 퓨마 쇼                           |                                                                                |
| 2010 | 포니 런칭 쇼                      |                                                                                |
| 2010 | 로가디스 쇼                       |                                                                                |
| 2010 | 제이 린드버그 쇼                  |                                                                                |
| 2010 | 루이까또즈 30주년 기념 쇼         |                                                                                |
| 2010 | 부산 국제모터쇼                   |                                                                                |
| 2011 | 서울패션위크 '11 F/W              | 강동준                                                                         |
| 2011 | 프레타포르테 부산 '11 F/W         | 강동준, 고태용                                                                 |
| 2011 | 서울패션위크 '12 S/S              | 강동준, 이주영                                                                 |
| 2011 | 김영세 쇼                         |                                                                                |
| 2012 | 서울패션위크 '12 F/W              | 강동준, 송혜명, 정두영                                                         |
| 2012 | 서울패션위크 '13 S/S              | 강동준, 송혜명, 정두영                                                         |
| 2013 | 서울패션위크 '13 F/W              | 강동준, 김서룡, 송혜명, 정두영                                                 |
| 2015 | 서울패션위크 '16 S/S              | 하동호                                                                         |

## 음반
| 연도 | 제목                              | 비고                           |
| ---- | --------------------------------- | ------------------------------ |
| 2014 | 코이노니아(우리 모두 선물이 된다) | [ 6 ]                          |
| 2016 | 내 머릿속 사진                    | 드라마 《함부로 애틋하게》 OST |
| 2016 | 혹시 아니                         | 드라마 《함부로 애틋하게》 OST |

## 뮤직 비디오
| 연도 | 가수        | 제목                              | 비고                           |
| ---- | ----------- | --------------------------------- | ------------------------------ |
| 2009 | 산다라박    | Kiss                              |                                |
| 2013 | 2EYES       | 까불지마                          |                                |
| 2014 | 노영심      | 코이노니아(우리 모두 선물이 된다) |                                |
| 2015 | 스윗 소로우 | 스물 (Feat. 김우빈)               | 영화 《스물》 OST              |
| 2016 | 김우빈      | 내 머릿속 사진                    | 드라마 《함부로 애틋하게》 OST |

## 방송

### 텔레비전 프로그램
| 연도 | 방송사             | 제목                                          | 역할     | 비고                                                       |
| ---- | ------------------ | --------------------------------------------- | -------- | ---------------------------------------------------------- |
| 2009 | 동아TV             | 《워너비 패션디자이너》                       | 게스트   | 4월 10일 7회, 8회                                          |
| 2009 | SBS E!             | 《스타사관학교》                              | 게스트   | 7월 24일 1회, 2회                                          |
| 2009 | Mnet               | 《하늘에서 남자들이 비처럼 내려와》           | 게스트   | 10월 22일 12회                                             |
| 2011 | On Style           | 《도전! 수퍼모델 KOREA 시즌2》                | 게스트   | 7월 16일 2회                                               |
| 2012 | MBC                | 《반지의 제왕》                               | 게스트   | 8월 20일 1회                                               |
| 2012 | QTV                | 《죽 쑤는 여자 죽지 않는 남자》               | 게스트   | 10월 2일 3회                                               |
| 2013 | SBS                | 《일요일이 좋다 - 런닝맨》                    | 게스트   | 3월 24일 138회, 《학교 2013》이후 출연                     |
| 2013 | KBS2               | 《대국민 토크쇼 안녕하세요》                  | 게스트   | 3월 25일 116회                                             |
| 2013 | SBS                | 《화신 - 마음을 지배하는 자》                 | 게스트   | 4월 2일 7회                                                |
| 2013 | Mnet               | 《와이드 연예뉴스》                           | 게스트   | 4월 4일, 4월 11일 스타캠                                   |
| 2013 | Mnet               | 《M! Countdown》                              | MC       | [ 7 ] [ 8 ]                                                |
| 2013 | On Style           | 《스타일 로그》                               | 게스트   | 9월 9일 3회, 9월 16일 4회                                  |
| 2013 | SBS                | 《일요일이 좋다 - 런닝맨》                    | 게스트   | 10월 6일 166회, 《상속자들》특집편                         |
| 2013 | SBS                | 《일요일이 좋다 - 런닝맨》                    | 게스트   | 3월 9일 188회, 3월 16일 189회, 3월 30일 191회, 호주 특집편 |
| 2013 | EBS                | 청소년 특별기획 6부작 다큐멘터리《학교 폭력》 | 내레이션 | 2월 19일 2부 '또 하나의 패밀리, 친구' 편                   |
| 2013 | SBS                | 《SBS 연기대상》                              | MC       | 12월 31일                                                  |
| 2014 | MBC                | 《사남일녀》                                  | 게스트   | 3월 28일 12회, 4월 4일 13회, 4월 11일 14회, 4월 25일 15회  |
| 2014 | SBS                | 《일요일이 좋다 - 런닝맨》                    | 게스트   | 12월 14일 225회, 《기술자들》특집편                        |
| 2015 | SBS                | 《일요일이 좋다 - 런닝맨》                    | 게스트   | 3월 29일 240회, 《스물》특집편                             |
| 2016 | 중국 안후이 위성TV | 《아시아 프린스》                             | 게스트   | 3월 26일                                                   |
| 2020 | MBC                | 《휴머니멀》                                  | 내레이션 | 1월 6일 ~                                                  |
| 2022 | tvN                | 《어쩌다 사장2》                              | 게스트   | 2월 17일 ~ 3월 31일 1회 ~6회                               |
| 2023 | tvN                | 《유 퀴즈 온 더 블럭》                        | 게스트   | 5월 10일 193회                                             |
| 2023 | tvN                | 《콩 심은 데 콩 나고 팥 심은 데 팥 난다》     | 고정     | 10월 13일 ~                                                |
| 2023 | MBC                | 《전지적 참견시점》                           | 게스트   | 12월 16일,12월 23일                                        |

### 라디오 프로그램
| 연도 | 방송사     | 제목                           | 비고                                                              |
| ---- | ---------- | ------------------------------ | ----------------------------------------------------------------- |
| 2013 | SBS 파워FM | 《붐의 영스트리트》            | 2월 8일《학교 2013》이후 출연                                     |
| 2013 | SBS 파워FM | 《박소현의 러브 게임》         | 2월 15일《학교 2013》이후 출연                                    |
| 2013 | MBC FM4U   | 《푸른밤 정엽입니다》          | 2월 25일《학교 2013》이후 출연                                    |
| 2013 | MBC 표준FM | 《신동의 심심타파》            | 2월 25일 《푸른밤 정엽입니다》이후 깜짝게스트 출연                |
| 2013 | MBC FM4U   | 《정오의 희망곡 김신영입니다》 | 7월 9일                                                           |
| 2013 | MBC 표준FM | 《신동의 심심타파》            | 9월 3일                                                           |
| 2013 | SBS 파워FM | 《박소현의 러브 게임》         | 11월 8일《상속자들》촬영 중 출연                                  |
| 2013 | SBS 파워FM | 《공형진의 씨네타운》          | 11월 14일《친구 2》특집 출연                                      |
| 2014 | MBC FM4U   | 《박경림의 두시의 데이트》     | 1월 7일《상속자들》촬영 이후 출연                                 |
| 2015 | SBS 파워FM | 《두시탈출 컬투쇼》            | 3월 16일 《스물》촬영 이후 출연                                   |
| 2015 | SBS 파워FM | 《두시탈출 컬투쇼》            | 5월 18일 《스물》촬영 이후 출연                                   |
| 2015 | MBC FM4U   | 《두시의 데이트 박경림입니다》 | 12월 31일 두시의 데이트 코너 '얼마가 지나도' 전화 연결 (송년특집) |

## 광고
| 연도      | 기업                          | 제품명                     | 품목                   | 국가          |
| --------- | ----------------------------- | -------------------------- | ---------------------- | ------------- |
| 2010      | 삼성증권                      | 삼성증권 POP               | 증권                   | 대한민국      |
| 2012      | (주)엠케이트렌드              | 버커루                     | 의류                   | 대한민국      |
| 2012      | 한국농수산식품유통공사        | 2012 K-FOOD - 막걸리 편    | 공익광고               | 대한민국      |
| 2013      | 빙그레                        | 바나나맛 우유              | 유제품                 | 대한민국      |
| 2013      | 롯데제과                      | 타코스                     | 식품                   | 대한민국      |
| 2013      | OB 맥주                       | 카스 후레쉬                | 주류                   | 대한민국      |
| 2013      | 인디에프                      | 트루젠                     | 남성정장               | 대한민국      |
| 2013      | 안전행정부                    | KBS안전사회캠페인          | 공익광고               | 대한민국      |
| 2013      | (주)멘담 코리아               | 갸스비 왁스                | 헤어케어               | 대한민국      |
| 2013      | 파티게임즈                    | 모바일 SNG 아이러브커피    | 게임                   | 대한민국      |
| 2013      | 디아도라 코리아               | 디아도라                   | 의류                   | 대한민국      |
| 2013      | (주)동인기연                  | 팀벅2                      | 메신저백               | 대한민국      |
| 2013~2014 | (주)스마트에프앤디            | 스마트 학생복              | 교복                   | 대한민국      |
| 2014      | (주)몽키3뮤직                 | 몽키3뮤직                  | 음원 사이트            | 대한민국      |
| 2014      | 화인화장품                    | 화인                       | 화장품                 | 중국          |
| 2014      | (주)지오다노                  | 지오다노                   | 의류                   | 대한민국      |
| 2014      | 한국 마이크로소프트           | 서피스 2                   | 하드웨어 브랜드        | 대한민국      |
| 2014      | 한국야쿠르트                  | 세븐 요구르트              | 유제품                 | 대한민국      |
| 2014      | (주)미디어윌 네트웍스         | 알바천국                   | 구인구직 포털서비스    | 대한민국      |
| 2014      | (주)쉐이싱                    | 쉐이싱                     | 침구                   | 중국          |
| 2014      | KFC 차이나                    | KFC 8분 버거               | 패스트푸드 프랜차이즈  | 중국          |
| 2014      | (주)타오티                    | 타오티 허니그린티          | 차음료                 | 홍콩          |
| 2014      | 삼성전자 베트남지사           | 삼성전자 가전제품          | 전자제품               | 베트남        |
| 2014      | 벨포트                        | 보테가베르데               | 자연주의 화장품        | 대한민국      |
| 2014      | 씨제이올리브네트웍스 주식회사 | 올리브영                   | 헬스&뷰티 스토어       | 대한민국      |
| 2014~2016 | 한국도미노피자(주)            | 도미노피자                 | 피자 프랜차이즈        | 대한민국      |
| 2014~2016 | (주)화승                      | 머렐                       | 아웃도어               | 대한민국      |
| 2014~2016 | (주)신원                      | 지이크                     | 남성정장               | 대한민국      |
| 2014~2017 | 동서식품                      | 맥심 모카골드              | 커피믹스               | 대한민국      |
| 2014~2017 | 아이에스동서                  | 아이에스동서               | 건설 건자재 종합기업   | 대한민국      |
| 2015~2016 | (주)신원                      | 지이크 파렌하이트          | 남성의류               | 대한민국      |
| 2015      | 캘빈 클라인 코리아            | 캘빈 클라인 워치 앤 주얼리 | 시계 & 주얼리 액세서리 | 아시아 퍼시픽 |
| 2015      | 한국코카콜라(유)              | 파워에이드                 | 음료                   | 대한민국      |
| 2015      | (주)썬마                      | 썬마                       | 의류                   | 중국          |
| 2016      | 쌤소나이트 코리아             | 쌤소나이트 레드            | 가방                   | 대한민국      |
| 2016      | 글로본(주)                    | 류케이웨이브               | 화장품                 | 대한민국      |
| 2016      | 캉스푸                        | 전랴오둬 컵라면            | 식품                   | 중화민국      |
| 2016      | (주)HEXZE                     | HEXZE                      | 화장품                 | 중국          |
| 2016      | 서울특별시                    | 서울시 글로벌 광고 캠페인  | 관광홍보               | 대한민국      |

## 화보
| 연도 | 발행월 및 책이름                                                     |
| ---- | -------------------------------------------------------------------- |
| 2009 | 3월 맥심                                                             |
| 2009 | 6월 맥심                                                             |
| 2009 | 9월 맥심                                                             |
| 2009 | 12월 맥심                                                            |
| 2010 | 1월 보그걸                                                           |
| 2010 | 2월 엘르걸                                                           |
| 2010 | 4월 멘즈헬스                                                         |
| 2010 | 6월 맥심, 보그걸                                                     |
| 2010 | 8월 더블유 코리아, 레이디경향, 보그걸                                |
| 2010 | 10월 레이디경향, 아레나 옴므                                         |
| 2010 | 11월 에스콰이어                                                      |
| 2010 | 12월 인스타일                                                        |
| 2011 | 2월 멘즈헬스                                                         |
| 2011 | 4월 보그걸                                                           |
| 2011 | 6월 보그걸                                                           |
| 2011 | 8월 멘즈헬스                                                         |
| 2012 | 2월 멘즈헬스                                                         |
| 2012 | 3월 럭셔리, 인스타일                                                 |
| 2012 | 5월 잡앤조이                                                         |
| 2012 | 6월 패스트 매거진                                                    |
| 2012 | 9월 보그걸                                                           |
| 2012 | 12월 트렌디                                                          |
| 2013 | 1월 보그걸                                                           |
| 2013 | 2월 데이즈드, 룩티크                                                 |
| 2013 | 3월 슈어, 더블유 코리아, 앳스타일, 쎄씨, 싱글즈, 긱                  |
| 2013 | 4월 한류스테이션, 티브이 가이드, KEJ 매거진, 로피시엘 옴므, 씨네21   |
| 2013 | 5월 여성중앙                                                         |
| 2013 | 6월 더블유 코리아, 핫 칠리 페퍼, 한국 TV 드라마, 하루 하나, 인스타일 |
| 2013 | 7월 데이트위드, 한류 탑, 에프 투 에프                                |
| 2013 | 9월 코스모폴리탄                                                     |
| 2013 | 11월 하퍼스 바자, 루오모 보그                                        |
| 2013 | 12월 더 셀러브리티, 콕                                               |
| 2014 | 1월 퍼스트룩, 보그걸, 하이컷                                         |
| 2014 | 2월 레옹                                                             |
| 2014 | 3월 더블유 코리아, 더스타                                            |
| 2014 | 4월 트렌디                                                           |
| 2014 | 5월 멘즈우노, 세븐틴                                                 |
| 2014 | 12월 씨네21, 매거진M                                                 |
| 2015 | 1월 맥스무비                                                         |
| 2015 | 2월 트렌디                                                           |
| 2015 | 3월 매거진M                                                          |
| 2015 | 4월 나일론                                                           |
| 2015 | 5월 맥스무비                                                         |
| 2015 | 6월 트렌디                                                           |
| 2015 | 10월 아레나옴므                                                      |
| 2015 | 11월 엘르                                                            |
| 2016 | 8월 엘르                                                             |

## 팬미팅
| 연도 | 개최명                                      | 개최지                                    | 개최일                          |
| ---- | ------------------------------------------- | ----------------------------------------- | ------------------------------- |
| 2012 | 김우빈 1st Fanmeeting                       | 대한민국 서울 건국대학교 새천년관         | 2012년 8월 4일                  |
| 2014 | 김우빈 팬미팅 2014                          | 대한민국 서울 상명대학교 계당홀           | 2014년 1월 25일                 |
| 2014 | The 1st Fanmeeting in Asia                  | 중화인민공화국 홍콩 선샤인시티 프라자     | 2014년 2월 16일                 |
| 2014 | The 1st Fanmeeting in Asia                  | 중화민국 타이페이 난강101                 | 2014년 3월 15일~2014년 3월 16일 |
| 2014 | The 1st Fanmeeting in Asia                  | 중화인민공화국 상하이 운봉극장            | 2014년 3월 29일                 |
| 2014 | The 1st Fanmeeting in Asia                  | 태국 방콕 탐마삿대학교                    | 2014년 4월 5일~2014년 4월 6일   |
| 2015 | The moment of Kim Woo Bin In Asia           | 중화인민공화국 선전 베이 스포츠 센터      | 2015년 1월 17일                 |
| 2015 | The moment of Kim Woo Bin In Asia           | 태국 방콕 무엉톤타니 썬더돔               | 2015년 3월 8일                  |
| 2015 | The moment of Kim Woo Bin In Asia           | 인도네시아 자카르타                       | 2015년 3월 14일                 |
| 2015 | The moment of Kim Woo Bin In Asia           | 중화인민공화국 상하이                     | 2015년 3월 20일                 |
| 2015 | The moment of Kim Woo Bin In Asia           | 중화인민공화국 베이징 전시센터극장        | 2015년 4월 11일                 |
| 2015 | The moment of Kim Woo Bin In Asia           | 중화민국 타이페이                         | 2015년 4월 25일                 |
| 2015 | The moment of Kim Woo Bin In Asia           | 대한민국 서울 광운대학교 동해문화예술회관 | 2015년 7월 19일                 |
| 2016 | 2016 김우빈 팬미팅 스포트라이트 (SPOTLIGHT) | 대한민국 서울 올림픽공원 올림픽홀         | 2016년 10월 3일                 |

## 사회 활동
| 기부     | 기부                                                                            | 기부 | 기부 | 기부 |
| 연도     | 활동명                                                                          |      |      |      |
| -------- | ------------------------------------------------------------------------------- | ---- | ---- | ---- |
| 2014     | 교황 프란치스코 방한 기념 헌정음악 "코이노니아(우리 모두 선물이 된다)" 재능기부 |      |      |      |
| 2014     | 글로벌 엔젤데이 캠페인 추진위원회 - 천사데이 홍보 캠페인                        |      |      |      |
| 2015     | CJ CGV 아트하우스 캠페인                                                        |      |      |      |
| 홍보대사 |                                                                                 |      |      |      |
| 연도     | 활동명                                                                          |      |      |      |
| 2013     | 경기도 수원시 수원정보과학축제 홍보대사                                         |      |      |      |
| 2013     | 영화진흥위원회, 영상물보호위원회 굿 다운로더 캠페인 홍보대사                    |      |      |      |
| 2013     | 전주대학교 명예홍보대사                                                         |      |      |      |

## 같이 보기
- 김우빈의 수상 및 후보 목록